# Atamanowka (Kraj Zabajkalski)
Atamanowka – osiedle typu miejskiego w Rosji, w Kraju Zabajkalskim. W 2010 roku liczyło 10 381 mieszkańców.